# Kang Yong-gyun
Kang Yong-gyun (* 23. Juli 1974) ist ein nordkoreanischer Ringer. Er gewann bei den Olympischen Spielen 2000 in Sydney eine Bronzemedaille im griechisch-römischen Stil im Fliegengewicht.

## Werdegang
Kang Yong-gyun begann erst im Alter von 16 Jahren im Jahre 1990 mit dem Ringen. Er gehörte dem Ringerclub Kaesong an und wurde seit Beginn seiner Laufbahn von Cha Kwan trainiert. Er war während seiner aktiven Zeit Armeeangehöriger, später nahm er ein Studium auf.  Er war bei einer Größe von 1,60 Metern sehr leicht und rang immer im griechisch-römischen Stil und immer in der niedrigsten Gewichtsklasse beim Männerringen, nämlich dem Halbfliegengewicht (bis 48 kg) und ab 1998, nach einer Gewichtsklassenreform durch den Internationalen Ringer-Weltverband (FILA), im Fliegengewicht (bis 54 kg). Im Jahre 2002 rang er nach einer weiteren Gewichtsklassenreform durch die FILA im Bantamgewicht (bis 55 kg).
Im Jahre 1995 startete er erstmals bei einer internationalen Meisterschaft, der Militär-Weltmeisterschaft. Er gewann dabei gleich den Titel vor dem Ukrainer Wjatscheslaw Sergejenko und dem Russen Sergei Girakosijan. 1996 belegte er bei der Asienmeisterschaft in Xiaoshan/China hinter Sim Gwon-ho aus Südkorea den 2. Platz. Im gleichen Jahr startete er auch bei den Olympischen Spielen in Atlanta. Er siegte dort im Halbfliegengewicht über Piotr Jabłoński, Polen, verlor dann gegen Aljaksandr Paulau, Belarus, siegte über Oleg Kutscherenko, Deutschland, Ioannis Agatzanian, Griechenland, Hiroshi Kado, Japan und Wilber Sánchez Amita, Kuba. In seinem letzten Kampf unterlag er gegen Zafar Gulijew aus Russland und musste sich danach mit dem 4. Platz begnügen.
1998 belegte Kang Yong-gyun bei den Asien-Spielen in Bangkok hinter dem Olympiasieger von 1996 Sim Gwon-ho den 2. Platz vor Wang Hui, China und Dilshod Aripov aus Usbekistan. 1999 verteidigte er in Zagreb seinen Militär-Weltmeistertitel. Er siegte dort vor Taleh Israfilow aus Aserbaidschan und Boris Ambarzumow aus Russland. Im gleichen Jahr nahm er auch an der regulären Weltmeisterschaft in Athen teil. Er siegte dort im Fliegengewicht über Ercan Yıldız, Türkei, Francesco Costantino, Italien und Simeon Milew, Bulgarien, schied aber dann nach einer Niederlage gegen Lazaro Rivas Scull aus Kuba aus und kam auf den 6. Platz.
Ein großer Erfolg gelang Kang Yong-gyun im Jahre 2000, denn er gewann bei den Olympischen Spielen in Sydney im Fliegengewicht eine Bronzemedaille. Auf dem Weg dazu verlor er zunächst gegen Marian Sandu, Rumänien, besiegte danach Alexei Schewzow, Russland und Wang Chao-Li, China, dann verlor er wieder gegen Sim Gwon-ho und errang die Bronzemedaille durch einen Sieg über Andrij Kalaschnykow aus der Ukraine.
Im Jahre 2001 siegte er dann bei der Asienmeisterschaft in Ulan-Bator vor Hassan Rangraz aus dem Iran und Uran Kalilow, Kirgisistan und 2002 belegte er bei den Asien-Spielen in Busan im Bantamgewicht hinter Ässet Imanbajew, Kasachstan den 2. Platz. Weitere Erfolge blieben Kang Yong-gyun deshalb versagt, weil Nordkorea aus politischen oder finanziellen Gründen oftmals keine Ringer zu den Weltmeisterschaften entsandte.

## Internationale Erfolge
| Jahr | Platz  | Wettbewerb                           | Gewichtsklasse | Ergebnisse |
| 1995 | 1.     | Militär-WM                           | Halbfliegen    | vor Wjatscheslaw Sergejenko, Ukraine und Sergei Girakosijan, Russland |
| 1996 | 2.     | Asienmeisterschaft in Xiaoshan/China | Halbfliegen    | hinter Sim Gwon-ho, Südkorea, vor Hiroshi Kado, Japan |
| 1996 | 4.     | OS in Atlanta                        | Halbfliegen    | nach einem Sieg über Piotr Jabłoński, Polen, einer Niederlage gegen Aljaksandr Paulau, Belarus, Siegen über Oleg Kutscherenko, Deutschland, Ioannis Agatzanian, Griechenland, Hiroshi Kado und Wilber Sanchez Amita, Kuba und einer Niederlage gegen Zafar Gulijew, Russland |
| 1998 | 2.     | Asien-Spiele in Bangkok              | Fliegen        | hinter Sim Kwon-ho, vor Wang Hui, China und Dilshod Aripov, Usbekistan |
| 1999 | 1.     | Militär-WM in Zagreb                 | Fliegen        | vor Taleh Israfilow, Aserbaidschan und Boris Ambarzumow, Russland |
| 1999 | 6.     | WM in Athen                          | Fliegen        | nach Siegen über Ercan Yildiz, Türkei, Francesco Costantino, Italien und Simeon Milew, Bulgarien und einer Niederlage gegen Lazaro Rivas Scull, Kuba |
| 2000 | Bronze | OS in Sydney                         | Fliegen        | nach einer Niederlage gegen Marian Sandu, Rumänien, Siegen über Alexei Schewzow, Russland und Wang Chao-Li, China, einer Niederlage gegen Sim Gwon-ho und einem Sieg über Andrij Kalaschnykow, Ukraine                                                                       |
| 2001 | 1.     | Asienmeisterschaft in Ulan-Bator     | Fliegen        | vor Hassan Rangraz, Iran und Uran Kalilow, Kirgisistan |
| 2002 | 2.     | Asien-Spiele in Busan                | Bantam         | hinter Ässet Imanbajew, Kasachstan, vor Uran Klilow und Wang Hui |

## Erläuterungen
- alle Wettbewerbe im griechisch-römischen Stil
- OS = Olympische Spiele, WM = Weltmeisterschaft
- Halbfliegengewicht, bis 1996 bis 48 kg, danach abgeschafft, Fliegengewicht, von 1997 bis 2002 bis 54 kg, Bantamgewicht, seit 2002 bis 55 kg Körpergewicht